# 小田晋
小田 晋（おだ すすむ、1933年7月28日 - 2013年5月11日）は、日本の医学者、精神科医。専門は精神病理学。筑波大学名誉教授。国際医療福祉大学名誉教授。元帝塚山学院大学教授。医学博士（東京医科歯科大学・1963年）。大阪府生まれ。位階は従四位。
日本文化会議会員。

## 来歴
- 1933年 - 大阪府に生まれる
- 1958年 - 岡山大学医学部卒業
- 1963年 - 東京医科歯科大学大学院（神経精神医学専攻）修了、医学博士
- 1969年 - 東京医科歯科大学医学部犯罪心理学教室助教授
- 1974年 - 獨協医科大学医学部精神科助教授
- 1977年 - 筑波大学社会医学系教授
- 1993年 - 筑波大学社会医学系長
- 1997年 - 国際医療福祉大学教授、筑波大学名誉教授
- 1999年 - 財団法人社会経済生産性本部メンタルヘルス研究所長
- 2001年 - 帝塚山学院大学教授[1]
- 2010年 - 同退職
- 2013年5月11日 - 心不全のためさいたま市内の病院で死去した[2]。79歳没。歿日付で従四位に叙された。

## 人物

### 精神科医として
島崎敏樹の著した『感情の世界』を読み、東京医科歯科大学島崎教室に入局することを決意した。島崎は人間をあれこれの方法で分解し細分化するのではなく、人間学的現象学の立場に立って全体をすくいあげ、その生きがいを浮かび上がらせることに長けており、彼の直接の指導を受ける機会に恵まれたことは一生の宝であると述べている。小田は精神病理学を軸に、社会精神医学、犯罪精神医学に関する論文を多数発表している。またロールシャッハテスト、HTPテスト、風景構成法などの心理テストの達人としても知られていた。

### 犯罪精神医学の権威として
精神科医として日本航空350便墜落事故（1982年発生）・市川一家4人殺害事件（1992年発生）・新潟少女監禁事件（2000年発覚）など刑事事件で被告人として起訴された加害者の精神鑑定を担当したほか、オウム真理教事件で逮捕・起訴された元教団幹部・岡﨑一明の精神鑑定も行った。
また練馬一家5人殺害事件（1983年）・グリコ・森永事件（1984年）、女子高生コンクリート詰め殺人事件および東京・埼玉連続幼女誘拐殺人事件（ともに1988年 - 1989年発生）、スナックママ連続殺人事件（1991年発生）、大阪・愛知・岐阜連続リンチ殺人事件（1994年発生）、地下鉄サリン事件（1995年）・神戸連続児童殺傷事件（1997年）など重大事件ではその背景を分析し、犯罪心理についてマスメディアで積極的にコメントした。

### 性愛についての考察
同性愛を始め、人間の性愛について造詣が深く、性や犯罪が人間の心理にどんな影響を及ばすかについて『性と犯罪の心理』（芸文社）などにおいて、様々な見地から考察している。同著では、「欧米には以前からユダヤキリスト教の一部の思想とか、19世紀ドイツの衛生思想といったものがあり、同性愛は悪、とする考え方が特に教育者や医者に浸透していました。現在同性愛者の解放運動が盛んなのも、こうした強い抑圧が背景にあってのことなんです。けれど、明治維新以前の日本は同性愛に寛容だったんです。明治時代の学者や教育者が、旧ドイツのプロイセンを手本として学んで以来、異常なものとしてみるようになっただけなんです。もともと、同性愛を悪だ、と考えていた欧米が容認に向かう中、昔から寛容だった日本人が今までも、同性愛を罪悪のように考えているとしたら、これは一種の東西のすれ違いの現象で、まことに皮肉なことだといわねばなりません」、「同性愛者が罪悪感を持ったり、同性愛者を異端だと決め付けるのは大して意味のないことだと思います」と述べている。

### 犯罪について
自ら「反人権派」を公言し、犯人に対して痛烈な批判を行うため、その評価は賛否両論である。人権派を批判する時には、「暴走族友の会」「社会解体促進同盟」などの痛烈な造語を用いて批判していた。これは人権が強調され過ぎる余り、警察、学校、家族などが犯罪の芽を摘むことができなくなり、社会秩序が崩壊してしまうという持論によるものである。刑罰を厳しくすれば犯罪を防止できるとし、犯罪の原因を社会矛盾よりも犯人の人格に求める持論を展開した（映画監督の山際永三が、その人権感覚を批判している）。とはいえ、こうした考え方は犯罪精神医学に根強いものであるため、小田だけに限ったことではない。
1979年に起きたロボトミー殺人事件の被告人の精神鑑定を担当し、検察側証人として「責任能力あり」「脳波検査での異常なし」と証言した。しかし、控訴審では検察が提出した別の鑑定医のカルテにおいて「脳波検査での異常あり」と検察自身により覆された。

## 精神鑑定を担当した事件
- オウム真理教事件（岡﨑一明）
- 1982年 日本航空350便墜落事故（機長）
- 2000年 新潟少女監禁事件（被告人）[12]
- 他多数

## 受賞歴
- 1993年 日本犯罪学会賞
- 2013年 瑞宝中綬章（歿後追贈）

## 学会
- 日本病跡学会元理事
- 日本犯罪学会元理事長
- 日本精神科診断学会評議員
- 日本犯罪心理学会元理事

## 著書

### 単著
- 文化と精神医学 金剛出版 1974
- 狂気・信仰・犯罪 弘文堂 1980.3
- 危ない母親 ごま書房 1980.8 (ゴマブックス)
- 狂気の構造 青土社 1980.2
- 日本の狂気誌 思索社 1980.3 (叢書・人間の心理)　のち講談社学術文庫
- 狂気にいたる人々 心の健康と異常心理の考現学 保健同人社 1980.3
- エディプスのいない家 朝日出版社 1980.11
- 妄想の時代 PHP研究所 1983.3
- 権力者の頭を診る キミの上司は狂っていないか 光文社 1983.3 (カッパ・ビジネス)
- グリコ・森永事件 21世紀型犯罪を分析する 朝日出版社 1985.2 (週刊本)
- 精神鑑定されるニッポン はまの出版 1985.5
- 社会病理診断 1986.3 (中公新書)
- 成功する経営者・失敗する経営者 性格から読むリーダーの条件 太陽企画出版 1986.1
- 宗教の時代 人は、なぜ神様にシビレるのか? はまの出版 1986.10
- 会社人間症候群 1987.5 (講談社文庫)
- 人はなぜ、気が狂うのか? はまの出版 1987.9
- 宗教の時代2 はまの出版 1987.2
- キリスト教も幻覚から始まった!? 幻覚と妄想の不思議学 はまの出版 1988.3
- 人はなぜ、犯罪を面白がるのか 現代版・犯罪精神医学入門　はまの出版 1988.9
- うつ病なんか、こわくない! はまの出版 1988.10
- 現代ビジネスマンのための精神医学入門 はまの出版 1989.12
- 職場ストレスとメンタル・ヘルス 職場メンタル・ヘルスのすすめ方 日本生産性本部 1989.10
- 権力者の心理学 ビジネスリーダーの最強戦略 悠飛社 1989.4  のち講談社+α文庫
- 東洋の狂気誌 思索社 1990.7
- 性と犯罪の心理 人はなぜ「性」に支配されるのか 芸文社 1990.6 　改題「異常性愛の精神医学」ふたばらいふ新書
- 独裁者の心理学 歴史を変える深層心理 悠飛社 1991.3
- 権力者の食卓 味覚の人間学 PHP研究所 1991.2
- 現代人の精神病理 私の臨床ノートから 青土社 1992.5
- 人類解剖 新・権力者の心理学 悠飛社 1992.5
- サイコロジー人物日本史 小田晋の精神歴史学　ベストセラーズ 1992
- 創造の心理と秘密 同友館 1992.12
- 心が軽くなる本 相談できない相談 光文社 1994.10 (カッパ・ブックス)
- 精神変容のドラマ 鑑定例と狂気誌 青土社 1994.10
- 「世紀末日本」の精神病理 カルト・いじめ・終末ごっこ 文芸春秋 1995.9
- 男と女-心の法則 精神科医が明かす なぜ好きになるのか? なぜ結婚するのか? なぜ浮気するのか? はまの出版 1995.3  「なぜあの人はもてるのか」祥伝社黄金文庫
- モーツァルトの目玉焼き 天才・異才・奇才たちの胃袋 はまの出版 1995.9
- 人はなぜ、犯罪をおかすのか? あなたの心の奥に眠る「犯罪者」の心性を徹底的に解剖する“犯罪学入門" はまの出版 1995.5
- 人の心はなぜコントロールされるのか 「信じること」の精神医学 新講社 1995.12
- 心の時代とメンタルヘルス 職場・学校・家庭 ぎょうせい 1995.12
- 人はなぜ、宗教にシビレるのか? 性別や年齢、学歴に関係なく、誰もが心の底で「宗教的なるもの」を求めている。 はまの出版 1995.6
- 人はなぜ、人を殺すのか? 現代版殺人心理学入門 はまの出版 1996.2
- 部長のため息、課長の肩こり ビジネスマンの精神医学入門 はまの出版 1996.9
- 人はなぜ、幻覚するのか? 幻覚・妄想を人生に活かす はまの出版 1996.5
- 暮らしの心理学 日本教文社 1997.2
- 魔がさす瞬間 危ない自分の心理学 河出書房新社 1997.3
- 非行といじめの行動科学 フレーベル館 1997.5
- 精神科医が明かす生と死心の深層 はまの出版 1997.1
- 精神科医が明かす成功と失敗心の法則 “歴史を動かすのは女"-は本当か? はまの出版 1997.2
- 精神鑑定 ケースブック 青土社 1997.3
- 神戸小学生殺害事件の心理分析 いま、子どもたちは大丈夫か 光文社 1997.9 (カッパ・ブックス)
- 精神科医が明かす食生活と心の法則 はまの出版 1997.4
- 精神科医が明かす自信と迷い心の法則 あなたは、心のバランスがとれていますか? はまの出版 1997.7
- こころの力 考える知性、感じる知性　サンマーク出版 1997.9
- 簡単にだまされる人びと 日本実業出版社 1998.3
- 異常性愛の精神医学　双葉社 1998.7
- "女の一生"を心理学する 年齢・境遇で変わる自分とどう向き合うか? はまの出版 1999.12
- 大人社会のいじめを心理分析しよう 精神科医が明かす“魔の手”から抜け出す処方箋 大和出版 1999.11
- リストカット 手首を切る少女たち 二見書房 2000.10
- 養護教諭とメンタル・ヘルス  少年写真新聞社 2000.4 (養護教諭へのメッセージ)
- なぜ、人は宗教にすがりたくなるのか 心理分析 三笠書房 2000.2  「精神科医の目から見た宗教と日本人」知的生きかた文庫)
- 「日本人の依存」を精神分析する 健康な依存、病的な依存 大和書房 2000.3
- 「もう一人の自分」が奇跡を起こす 妄想・幻覚は創造力の源 はまの出版 2000.4
- 慶喜とワイン 至高の味と権力者 悠飛社 2001.10
- 壊れる心壊れない心 凶悪犯罪・少年犯罪の精神病理学入門 朝日ソノラマ 2001.3
- 歴史の心理学 日本神話から現代まで 日本教文社 2001.5
- 少年と犯罪 青土社 2002.7
- 宗教と犯罪 青土社 2002.7
- 本当は「心に怪物を飼う」普通の人たち 人格障害・性障害ハンドブック ぶんか社 2002.3
- 心の病気と犯罪についてすべてお話しましょう Q&A犯罪精神医学 双葉社 2003.3
- 神に近い人、爬虫類に近い人 古態心理学(パレオサイコロジー)で読み解く人間の心 はまの出版 2004.11
- 小田晋教授の日本一わかりやすい「うつ」の本 はまの出版 2005.9
- 指導者の精神構造 時代を動かすリーダーたちの内面をさぐる 生産性出版 2006.10
- 補佐役の精神構造 リーダーを支えた名参謀の条件 生産性出版 2007.6

### 共編著
- 職場のメンタル・ヘルス 「心身症社会」を生きる 内山喜久雄共著 有斐閣選書 1982.5
- 情緒ロボットの世界 大橋力、日高敏隆、村上陽一郎共著 講談社 1985
- 司法精神医学と精神鑑定 医学書院 1997.4
- ニートひきこもり PTSD外傷後ストレス障害 ストーカー 西村由貴,村上千鶴子 新書館 2005.11 (心の病の現在
- うつ病/統合失調症 人格障害行為障害 作田明 新書館 2006.1 (心の病の現在
- 脳と犯罪/性犯罪 通り魔・無動機犯罪 中村俊規,作田明 新書館 2006.4 (心の病の現在
- 刑法39条 なぜ精神障害者は許されるのか 少年犯罪少年法/犯罪捜査プロファイリング 作田明,西村由貴 新書館 2006.1 (心の病の現在

### 翻訳
- フランクル著作集第4 神経症 その理論と治療 宮本忠雄共訳 みすず書房 1961
- フランクル著作集第6 精神医学的人間像 宮本忠雄共訳 みすず書房 1961
- 精神分析と人類学 ゲザ・ローハイム 黒田信一郎共訳 思索社 1980.1
- 52人を殺した男 殺人鬼、その魔性の正体 ミハイル・クリヴィッチ,オルゲルト・オルギン イースト・プレス 1994.3
- 自分の中にいる「困った人たち」デヴィッド・J.リーバーマン 三笠書房 1998.9 「3分間「セルフ・コントロール法」」知的生きかた文庫
- 「相手の本心」が怖いほど読める! デヴィッド・J.リーバーマン 三笠書房 1999.7 のち知的生き方文庫
- 「短気」をやめると、毎日がうまくいく! ドイル・ジェントリー 三笠書房 2000.8
- 人はこの「心理術」に99%だまされる! デヴィッド・リーバーマン 三笠書房 2008.3

## 論文
- 「都市問題の社会精神病理学的側面」『精神医学』第18巻第5号、1976年5月、470-478頁。
- 「信仰と犯罪 ―犯因および犯罪抑止要因としての宗教についての社会精神病理学的考察」『こころの科学』第43巻、1992年5月、70-76頁。
- 「依存精神病理学の展開と異常性愛」『アディクションと家族』第22巻第2号、日本嗜癖行動学会、2005年7月、98-102頁。
- 「社会をとりまく不安 —社会精神病理学的解釈」『こころの科学』第128巻、2006年7月、64-68頁。

## 関連人物
- 島崎敏樹
- 島薗安雄
- 宮本忠雄
- 福島章
- 永田俊彦
- 市橋秀夫
- 井原裕